# Zélia Fonseca

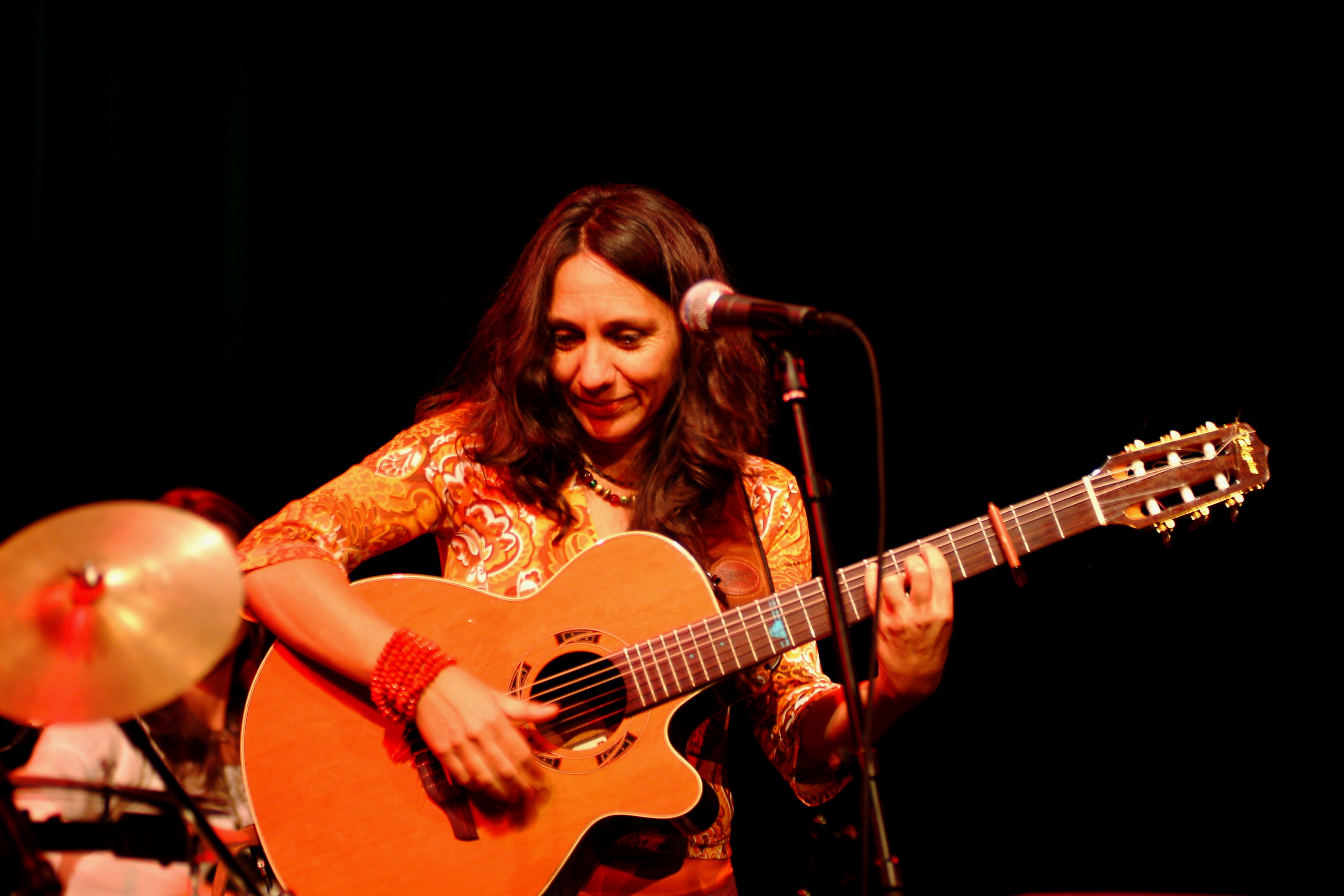
Zélia Fonseca

Zélia Fonseca (* 1960 in Itaúna, Brasilien) ist eine brasilianische Gitarristin, Komponistin und Sängerin.
Sie ist eine besonders in Europa sehr geschätzte Künstlerin, bekannt geworden im Duo Rosanna & Zélia.

## Leben
Zélia Fonseca stammt aus der 80 km von Belo Horizonte entfernten Stadt Itaúna. So bekam sie früh Kontakt mit der vielfältigen Musikszene von Minas Gerais. 1974 lernte sie Rosanna Tavares kennen, mit der sie 30 Jahre lang gemeinsam musizierte, unterbrochen nur während des Journalistikstudiums. Tavares starb 2006 in Belo Horizonte.
Die beiden kamen 1989 nach Portugal und entdeckten, dass ihre Musik in Europa sehr erfolgreich war. Ihre Wege führten über Frankreich und Finnland nach Deutschland, wo sie sich 1993 schließlich in Frankfurt am Main niederließen. Sie arbeiteten mit vielen Musikern der lateinamerikanischen und Jazzszene zusammen, u. a. Dino Saluzzi, Howard Levy, Katharina Franck, Shantel, Angela Frontera und Ivan Santos.

## Diskographie
- 2019: Zelia Fonseca & Magdalena Matthey – Universos, yellowbird records
- 2016: Zelia Fonseca – O terceiro olho da abelha, yellowbird records
- 2010: Zelia Fonseca – Impar, Enja Records
- 2004: Rosanna & Zelia – Aguas Iguais, Enja Records
- 1999: Rosanna & Zelia – Coisário, Peregrina Music
- 1996: Rosanna & Zelia – Passagem, Peregrina Music
- 1993: Rosanna & Zelia – Contra o mau humor